# Terdoppio
Il Terdoppio (Tardobi in piemontese, Terdobbi in lombardo) è un torrente che scorre in Piemonte e in Lombardia.
Il suo corso può essere suddiviso in due tratti ben distinti e non più contigui l'uno con l'altro: il Terdoppio Novarese, che scorre in provincia di Novara, e il Terdoppio Lomellino, che bagna la Lomellina in provincia di Pavia.
In origine il torrente scorreva dalla sua sorgente in direzione sud-sud-est, attraversando il medio e basso novarese e la Lomellina, fino a confluire nel Po dopo circa 86 km. Nel medioevo, a sud-est di Novara, il torrente fu deviato per scopi irrigui, creando un'interruzione a metà del suo corso naturale.

## Il Terdoppio Novarese

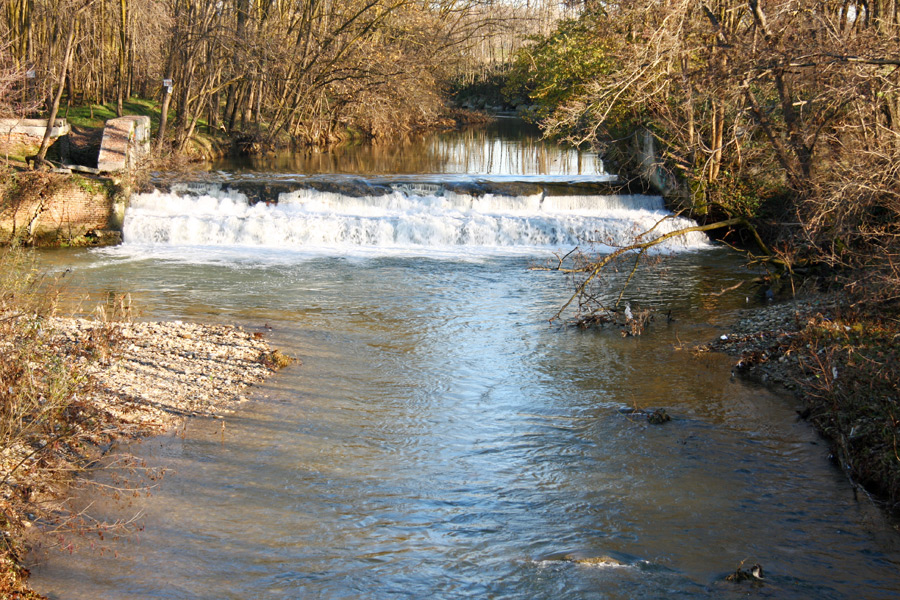
Un tratto del Terdoppio novarese

Nasce sui rilievi delle colline novaresi nei pressi dei comuni di Agrate Conturbia e Divignano; scorre prevalentemente verso sud, parallelo al torrente Agogna, nei territori a ovest della Valle del Ticino; lambisce la periferia orientale di Novara dopodiché a sud-est della città, tra i comuni di Trecate e Sozzago si immette nella Roggia Cerana, dirigendosi verso est. Prima di giungere a Cerano si divide in due canali più piccoli: uno alimenta il tratto terminale della Roggia Mora, che va a bagnare le campagne di Vigevano, mentre l'altro continua verso est attraversando Cerano e suddividendosi ulteriormente in una rete di cavi irrigatori per le campagne intorno al paese, scaricandosi infine nel Ticino, in territorio di Cassolnovo, dopo un percorso di circa 51 km dalla sorgente.
Il torrente dà il nome all'abitato di Terdobbiate anche se non transita più nel suo territorio. All'inizio degli anni 2000 presentò seri problemi di inquinamento.

## Il Terdoppio Lomellino
Si forma a Sozzago dall'unione di alcune rogge e risorgive con il nome di torrente Refreddo. Entrato in Lombardia, a nord di Gravellona Lomellina, cambia il nome in Terdoppio. Percorre quindi tutta la Lomellina toccando i comuni di Vigevano, Gambolò, Tromello (unico centro abitato attraversato direttamente), Garlasco, Dorno e Zinasco fino a confluire da sinistra nel Po in territorio di Sommo.
Il Terdoppio Novarese e il Terdoppio Lomellino possono definirsi come due corsi d'acqua differenti, tra i quali non esiste più connessione diretta, eccezion fatta per una piccola roggia, che derivata dal Terdoppio Novarese, va ad alimentare il Torrente Refreddo e quindi il Terdoppio Lomellino.
L'alveo meridionale del Terdoppio, analogamente a quanto accaduto ad altri corsi d'acqua (ad esempio l'Olona) è sopravvissuto grazie alle abbondanti acque di roggia e risorgiva di cui è ricca la bassa pianura Novarese.

## Aspetti naturalistici

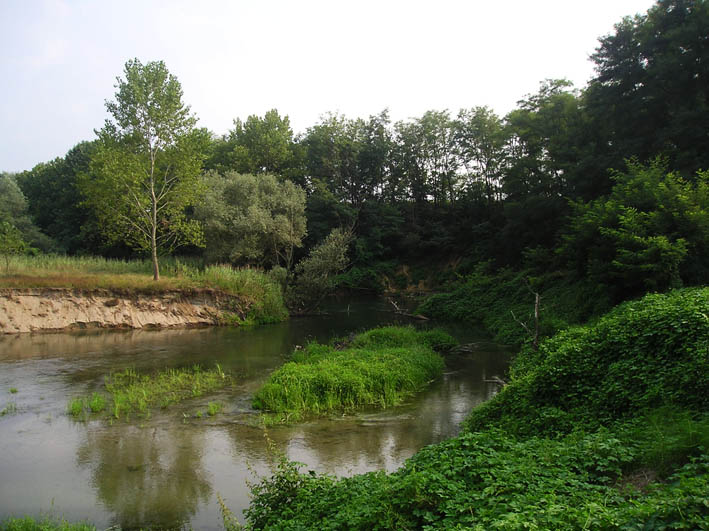
Fra la chiusa di Batterra e Zinasco Nuovo, il Terdoppio ha una struttura molto naturale

Il Terdoppio lomellino, nel tratto a valle della chiusa di Batterra, in comune di Garlasco, costituisce uno dei migliori esempi di morfologia fluviale a meandri della Pianura padana. La posizione incassata in una incisione fluviale non impedisce al corso d'acqua di formare una successione di meandri, con aspetti di erosione e deposizione dei sedimenti di rilevante valore naturalistico e documentario. Notevole è inoltre, sia in questo tratto, sia nel tratto a monte, l'interesse faunistico. Questo, non tanto per la presenza di specie animali cospicue (grandi uccelli, mammiferi), quanto per l'importanza che il corso d'acqua ha nel mantenimento di popolazioni rilevanti di specie di libellule rare e minacciate, che qui non subiscono gli effetti negativi delle asciutte che si verificano nel reticolo dei canali d'irrigazione. Si tratta di Ophiogomphus cecilia e di Gomphus flavipes, due specie incluse negli elenchi della Direttiva Habitat dell'Unione europea e nella Lista Rossa delle Specie Minacciate d'Estinzione IUCN Red List of Threatened Species. Per i suoi valori geomorfologici e per quelli più prettamente biologico-naturalistici e per il suo notevole valore quale corridoio biologico, il tratto lomellino del Terdoppio è stato incluso fra le Aree prioritarie per la biodiversità ed è classificato come corridoio primario della Rete Ecologia Regionale della Lombardia.